# Nesf El Donya
Nesf El Donya (en árabe نصف الدنيا), también conocida como Nesf El Donia , (que significa la mitad del mundo en español ) es una revista política y femenina semanal árabe publicada en El Cairo , Egipto . 

## Historia y perfil
Nesf El Donya se publicó por primera vez en 1989.  Es publicado por el grupo de publicaciones Al Ahram  y sus editores en jefe son nombrados por el Consejo Supremo de Prensa, que es un organismo estatal .  El semanario tiene su sede en El Cairo . 
La revista está dirigida a las trabajadoras egipcias .  Ofrece noticias políticas,  y cubre también artículos sobre asuntos legales, religiosos y sociales, centrándose en su relación con las mujeres.  La revista incluye una sección especial sobre la mutilación genital femenina que presenta artículos sobre sus aspectos negativos.  Además, el semanario publica entrevistas con importantes figuras femeninas, una de las cuales fue con Naglaa Ali Mahmoud , esposa del ex presidente de Egipto, Mohamed Morsi . 
Afkar El Kharadly y Ali Al Sayed son los ex editores en jefe del semanario.  En junio de 2014, Amal Fawzi fue nombrada para el cargo. 
La tirada de Nesf El Donya en 2000 fue de 350.000 ejemplares.  